# De Witt River
Der De Witt River ist ein Fluss im äußersten Südwesten des australischen Bundesstaates Tasmanien.

## Geografie
Der rund 13 Kilometer lange De Witt River entspringt rund vier Kilometer nördlich des Mount Hean in der De Witt Range im Westen des Southwest-Nationalparks. Von dort fließt er nach Südosten und mündet in den Davey River kurz vor dessen Mündung in die  Payne Bay.